# Christian Core
Christian Core (ur. 5 października 1974 w Savonie) – włoski wspinacz sportowy. Specjalizował się w boulderingu, w prowadzeniu oraz we wspinaczce klasycznej. Złoty medalista mistrzostw świata z 2003 w Chamonix. Mistrz Europy z 2002.

## Kariera sportowa
W 2003 we francuskim Chamonix wywalczył tytuł mistrza świata we wspinaczce sportowej, w konkurencji boulderingu, w finale pokonał Francuza Jérôme Meyer oraz Polaka Tomasza Oleksego. W szwajcarskim Winterthurze w 2001 zdobył brązowy medal.
W 2002 w Chamonix na mistrzostwach Europy wywalczył złoty medal w konkurencji boulderingu.
Wielokrotny uczestnik, prestiżowych, elitarnych zawodów wspinaczkowych Rock Master we włoskim Arco.

## Osiągnięcia

### Mistrzostwa świata
| Konkurencje | 1997 | 2001 | 2003 | 2005 | 2007 | 2009 | 2011 |
| Bouldering  | —    | 3    | 1    | 18   | 10   | 10   | 33   |
| Prowadzenie | 7    | —    | —    | —    | —    | —    | —    |

### Mistrzostwa Europy
| Konkurencje | 1998  | 2002 | 2007 | 2008 | 2010 |
| Bouldering  | —     | 1    | 16   | 10   | 7    |
| Prowadzenie | 10-14 | —    | —    | —    | —    |

### Rock Master
| Konkurencje | 1996 | 1997 | 1998 | 2010 |
| Bouldering  | —    | 8    | 5-10 | 21   |
| Prowadzenie | 14   | —    | —    | —    |